# Banda 4.1
Banda 4.1 o Proteína 4.1R o Sinaprina. en un miembro de la superfamilia de proteínas 4.1. Es una de las proteínas que participa en la unión del citoesqueleto a la membrana plasmática en los eritrocitos. Posee un dominio FERM con el que interacciona con glucoproteínas de la membrana plasmática, un dominio SABD que permite su interacción con la actina y con la espectrina y un dominio CTD en la zona del carboxi-terminal. Es expresada a partir del gen EPB41 localizado en el cromosoma 1 (1p36.2-34) con una extensión de 200kpb.

## Otras lecturas
- Conboy JG (1993). «Structure, function, and molecular genetics of erythroid membrane skeletal protein 4.1 in normal and abnormal red blood cells.». Semin. Hematol. 30 (1): 58-73. PMID 8434260.
- Calinisan V, Gravem D, Chen RP, Brittin S, Mohandas N, Lecomte MC, Gascard P (2006). «New insights into potential functions for the protein 4.1 superfamily of proteins in kidney epithelium.». Front. Biosci. 11: 1646-66. PMID 16368544. S2CID 26325962. doi:10.2741/1911.
- Dalla Venezia N, Gilsanz F, Alloisio N, Ducluzeau MT, Benz EJ, Delaunay J (1992). «Homozygous 4.1(-) hereditary elliptocytosis associated with a point mutation in the downstream initiation codon of protein 4.1 gene.». J. Clin. Invest. 90 (5): 1713-7. PMC 443228. PMID 1430200. doi:10.1172/JCI116044.
- Jöns T, Drenckhahn D (1992). «Identification of the binding interface involved in linkage of cytoskeletal protein 4.1 to the erythrocyte anion exchanger.». EMBO J. 11 (8): 2863-7. PMC 556766. PMID 1639060. doi:10.1002/j.1460-2075.1992.tb05354.x.
- Subrahmanyam G, Bertics PJ, Anderson RA (1991). «Phosphorylation of protein 4.1 on tyrosine-418 modulates its function in vitro.». Proc. Natl. Acad. Sci. U.S.A. 88 (12): 5222-6. Bibcode:1991PNAS...88.5222S. PMC 51844. PMID 1647028. doi:10.1073/pnas.88.12.5222.
- Conboy JG, Chan JY, Chasis JA, Kan YW, Mohandas N (1991). «Tissue- and development-specific alternative RNA splicing regulates expression of multiple isoforms of erythroid membrane protein 4.1.». J. Biol. Chem. 266 (13): 8273-80. PMID 2022644. doi:10.1016/S0021-9258(18)92973-X.
- Horne WC, Prinz WC, Tang EK (1990). «Identification of two cAMP-dependent phosphorylation sites on erythrocyte protein 4.1.». Biochim. Biophys. Acta 1055 (1): 87-92. PMID 2171679. doi:10.1016/0167-4889(90)90095-U.
- Conboy J, Marchesi S, Kim R, Agre P, Kan YW, Mohandas N (1990). «Molecular analysis of insertion/deletion mutations in protein 4.1 in elliptocytosis. II. Determination of molecular genetic origins of rearrangements.». J. Clin. Invest. 86 (2): 524-30. PMC 296755. PMID 2384598. doi:10.1172/JCI114739.
- Inaba M, Maede Y (1989). «O-N-acetyl-D-glucosamine moiety on discrete peptide of multiple protein 4.1 isoforms regulated by alternative pathways.». J. Biol. Chem. 264 (30): 18149-55. PMID 2808371. doi:10.1016/S0021-9258(19)84689-6.
- Korsgren C, Cohen CM (1988). «Associations of human erythrocyte band 4.2. Binding to ankyrin and to the cytoplasmic domain of band 3.». J. Biol. Chem. 263 (21): 10212-8. PMID 2968981. doi:10.1016/S0021-9258(19)81500-4.
- Conboy JG, Chan J, Mohandas N, Kan YW (1988). «Multiple protein 4.1 isoforms produced by alternative splicing in human erythroid cells.». Proc. Natl. Acad. Sci. U.S.A. 85 (23): 9062-5. Bibcode:1988PNAS...85.9062C. PMC 282663. PMID 3194408. doi:10.1073/pnas.85.23.9062.
- Tang TK, Leto TL, Marchesi VT, Benz EJ (1988). «Expression of Specific Isoforms of Protein 4.1 in Erythroid and Non-Erythroid Tissues». Molecular Biology of Hemopoiesis. Advances in Experimental Medicine and Biology 241. pp. 81-95. ISBN 978-1-4684-5573-1. PMID 3223413. doi:10.1007/978-1-4684-5571-7_12.
- Tang TK, Leto TL, Correas I, Alonso MA, Marchesi VT, Benz EJ (1988). «Selective expression of an erythroid-specific isoform of protein 4.1.». Proc. Natl. Acad. Sci. U.S.A. 85 (11): 3713-7. Bibcode:1988PNAS...85.3713T. PMC 280288. PMID 3375238. doi:10.1073/pnas.85.11.3713.
- Conboy J, Kan YW, Shohet SB, Mohandas N (1987). «Molecular cloning of protein 4.1, a major structural element of the human erythrocyte membrane skeleton.». Proc. Natl. Acad. Sci. U.S.A. 83 (24): 9512-6. PMC 387170. PMID 3467321. doi:10.1073/pnas.83.24.9512.
- Correas I, Speicher DW, Marchesi VT (1986). «Structure of the spectrin-actin binding site of erythrocyte protein 4.1.». J. Biol. Chem. 261 (28): 13362-6. PMID 3531202. doi:10.1016/S0021-9258(18)69313-5.
- Tchernia G, Mohandas N, Shohet SB (1981). «Deficiency of skeletal membrane protein band 4.1 in homozygous hereditary elliptocytosis. Implications for erythrocyte membrane stability.». J. Clin. Invest. 68 (2): 454-60. PMC 370818. PMID 6894932. doi:10.1172/JCI110275.
- Schischmanoff PO, Winardi R, Discher DE, Parra MK, Bicknese SE, Witkowska HE, Conboy JG, Mohandas N (1995). «Defining of the minimal domain of protein 4.1 involved in spectrin-actin binding.». J. Biol. Chem. 270 (36): 21243-50. PMID 7673158. doi:10.1074/jbc.270.36.21243.
- Lue RA, Marfatia SM, Branton D, Chishti AH (1994). «Cloning and characterization of hdlg: the human homologue of the Drosophila discs large tumor suppressor binds to protein 4.1.». Proc. Natl. Acad. Sci. U.S.A. 91 (21): 9818-22. Bibcode:1994PNAS...91.9818L. PMC 44908. PMID 7937897. doi:10.1073/pnas.91.21.9818.
- Conboy JG, Chasis JA, Winardi R, Tchernia G, Kan YW, Mohandas N (1993). «An isoform-specific mutation in the protein 4.1 gene results in hereditary elliptocytosis and complete deficiency of protein 4.1 in erythrocytes but not in nonerythroid cells.». J. Clin. Invest. 91 (1): 77-82. PMC 329997. PMID 8423235. doi:10.1172/JCI116203.

- Datos: Q14908148